# Mari Horikawa
Pour les articles homonymes, voir Horikawa (homonymie).
Mari Horikawa (堀川 真理, Horikawa Mari) est une joueuse de volley-ball japonaise née le 3 mai 1992 à Katsushika. Elle mesure 1,83 m et joue au poste d'attaquante. Elle totalise 16 sélections en équipe du Japon.

## Clubs
| Club                     | De        | À         |
| ------------------------ | --------- | --------- |
| Kyoei Gakuen High School |           | 2010-2011 |
| Toray Arrows             | 2011-2012 | …         |

## Palmarès

### Équipe nationale
- Championnat d'Asie et d'Océanie des moins de 18 ans
  - Vainqueur : 2010.

### Clubs
- V Première Ligue
  - Vainqueur : 2012.
  - Finaliste : 2013, 2019.
- Tournoi de Kurowashiki
  - Finaliste : 2012.
- Coupe de l'impératrice
  - Finaliste :2012.
- Championnat AVC des clubs
  - Finaliste : 2012.

### Distinctions individuelles
- Championnat du monde de volley-ball féminin des moins de 18 ans 2009: Meilleure attaquante.
- Championnat d'Asie et d'Océanie de volley-ball féminin des moins de 18 ans 2010: MVP.
- Championnat d'Asie et d'Océanie de volley-ball féminin des moins de 20 ans 2010: Meilleure attaquante et meilleure serveuse.